# Durban
Durban (zulu: eThekwini) är en hamnstad i provinsen KwaZulu-Natal i Sydafrika, och är belägen vid Natalbukten på landets sydöstra kust mot Indiska oceanen, cirka 50 mil sydöst om Johannesburg. Storstadskommunen, eThekwini Metropolitan Municipality, hade nästan 3,5 miljoner invånare vid folkräkningen 2011, vilket gör Durban till landets tredje folkrikaste storstadsområde efter Johannesburg och Kapstaden. Själva centralorten hade cirka 600 000 invånare vid samma tidpunkt. Durban har östra Afrikas mest trafikerade hamn.

## Historia
Staden grundades 1824 som Port Natal, men fick senare sitt nuvarande namn efter Kapkolonins guvernör Benjamin d'Urban. Utbyggnaden av hamnen började 1855, och järnvägen till Johannesburg stod färdig 1890. Storstadsområdet heter sedan 2000 eThekwini.

## Klimat
Klimatet i Durban är subtropiskt. Under vintermånaderna juni–augusti är dygnets genomsnittliga maxtemperatur enligt Danmarks Meteorologiske Institut ca 23 °C och minimumtemperaturen ca 11-13 °C. Under de varmaste månaderna - december-mars - är dygnets genomsnittliga maxtemperatur ca 28 °C, och minimumtemperaturen ca 20-21 °C, enligt samma källa. Men temperaturer över 40 °C förekommer varje sommar och luften är oftast fuktig, till och med fuktigare än vad den är i Sydostasien.[källa behövs]

## Befolkning
Provinsen KwaZulu-Natal domineras av zulustammen, men i Durbanområdet bor det även flera hundra tusen indier och vita.

## Näringsliv
Durban är ändstation för järnvägen från Johannesburg och Witwatersrand-området, och skeppar ut järn, mangan, krom, socker och majs. Staden är landets viktigaste importhamn för olja, och har stora oljeraffinaderier. Industrin är mycket mångsidig, och omfattar bland annat järnvägsverkstader, sockerraffinaderier, skeppsvarv samt bilfabriker, bryggerier, maskin-, pappers-, textil- och tvålfabriker.
Durbans subtropiska klimat utgör grunden för en omfattande turism, och staden är landets mest besökta badplats.

## Kultur
Durbanområdet har ett rikt kulturliv. Staden är säte för University of Natal (grundat 1910) och en teknisk högskola. Här finns även konstgalleri, botanisk trädgård och akvarium. Stadens stora moské Jumah Mushid räknas som södra halvklotets största moské. Durban ligger vackert, är regelbundet planerad och har många parker och praktfulla offentliga byggnader.

### Sport
Under världsmästerskapet i fotboll 2010, som anordnades i Sydafrika, spelades några matcher i Durban. Inför A1 Grand Prix-loppen som skulle gå i Durban byggdes en helt ny stadsbana här.